# Ярмолинські

варіант гербу Корчак

Ярмолинські гербу Корчак — шляхетський рід.

## Представники
- Ходко Хорват — отримав від короля Ягайла село, нині — смт Ярмолинці
  - Олехно (Олександр), одружився з останньою представницею роду — Каленичанкою з Підгаєць
    - Василь, володів селам на Поділлі: Сутківці, Ружична, Вовківці, Гірчична, Вишинці, Зелена, Карпівці, Струхи[1]
    - Федір, отримав у спадок Сутківці
    - Дахно, отримав у спадок Ярмолинці, став підписуватись Ярмолинський

- Микола, чоловік Катерини Чурило
- NN, дружина Мартина Чурила
- Юрій — чоловік Зузанни — доньки подільського ловчого Войцеха Калиновського
- Варвара — дружина вінницького старости Олександр Балабана
- Раїна — засновниця Загаєцького монастиря[2], мала сина Яна, якого з донькою зем'ян Стрибилів обвінчав у грудні 1634 року[2] митрополит Петро Могила[3]
- Малгожата — дружина волинського стольника Андрія Чолганського
- Маріанна[4] (Ельжбета[5]) — дружина кам'янецького каштеляна Павела Потоцького
- Зузанна — сестра Маріанни, дружина равського воєводи Александера Корицінського, іновроцлавського воєводи Якуба Войцеха Щавінського